# منتزه سيمين الوطني

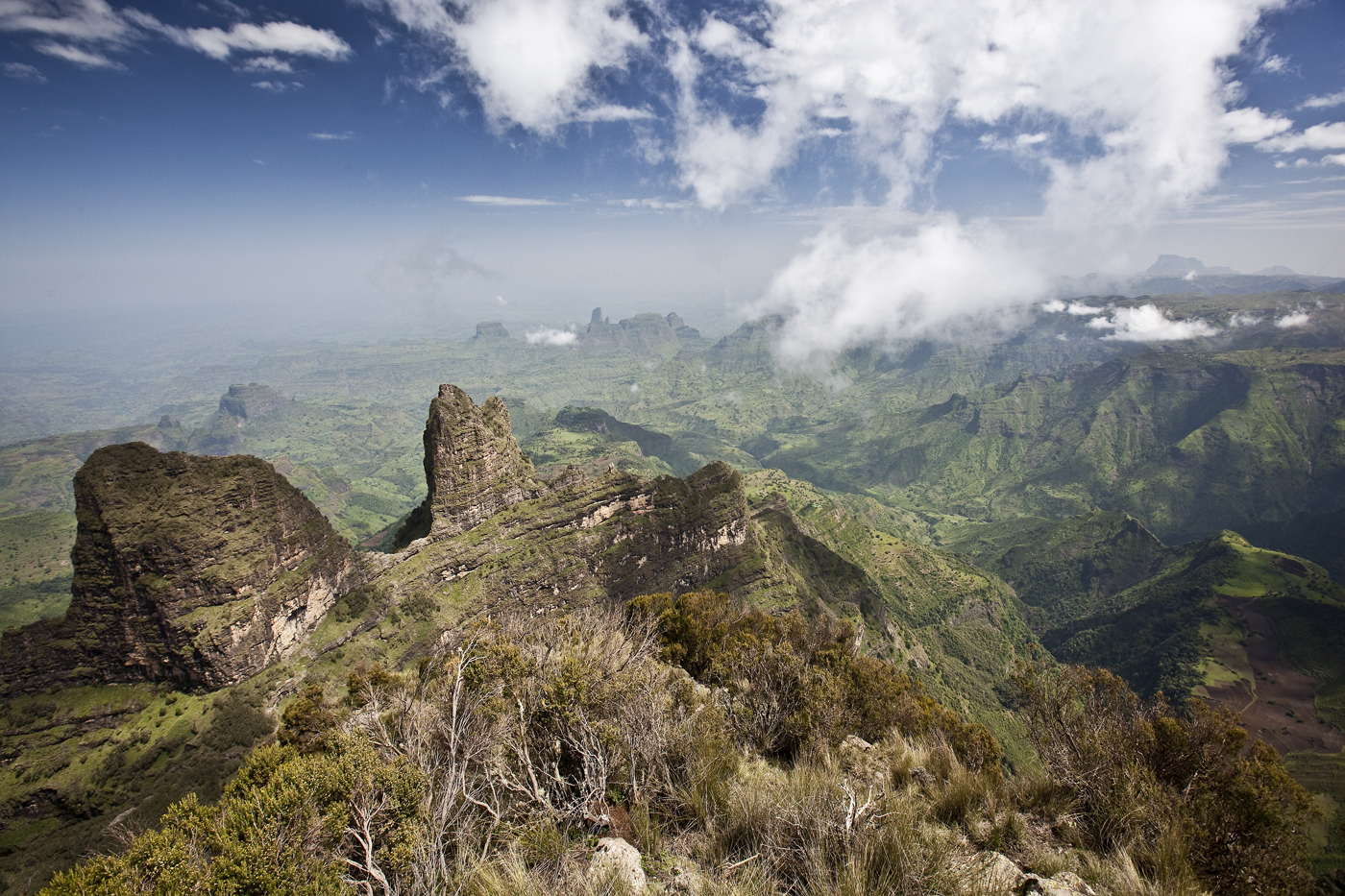
جبال سيمين الإثيوبية

أدرجت اليونسكو منتزه سيمين الوطني الإثيوبي عام 1978 إلى لائحة التراث العالمي والمنتزه هو محميّة حيوانات نادرة مثل قرد والثعلب القدري أو الوعل الجبلي في إثيوبيا نوع من الماعز غير موجودٍ في أي مكانٍ آخر . وقد أدّت عمليّة التعرية الكثيفة على مرّ السنين إلى تكوّن أحد أجمل مناظر العالم الطبيعيّة على الهضبة الإثيوبيّة، منظر من قمم ووديان وهاويات سحيقة تصل إلى عمق 1500 متر.

## معرض صور

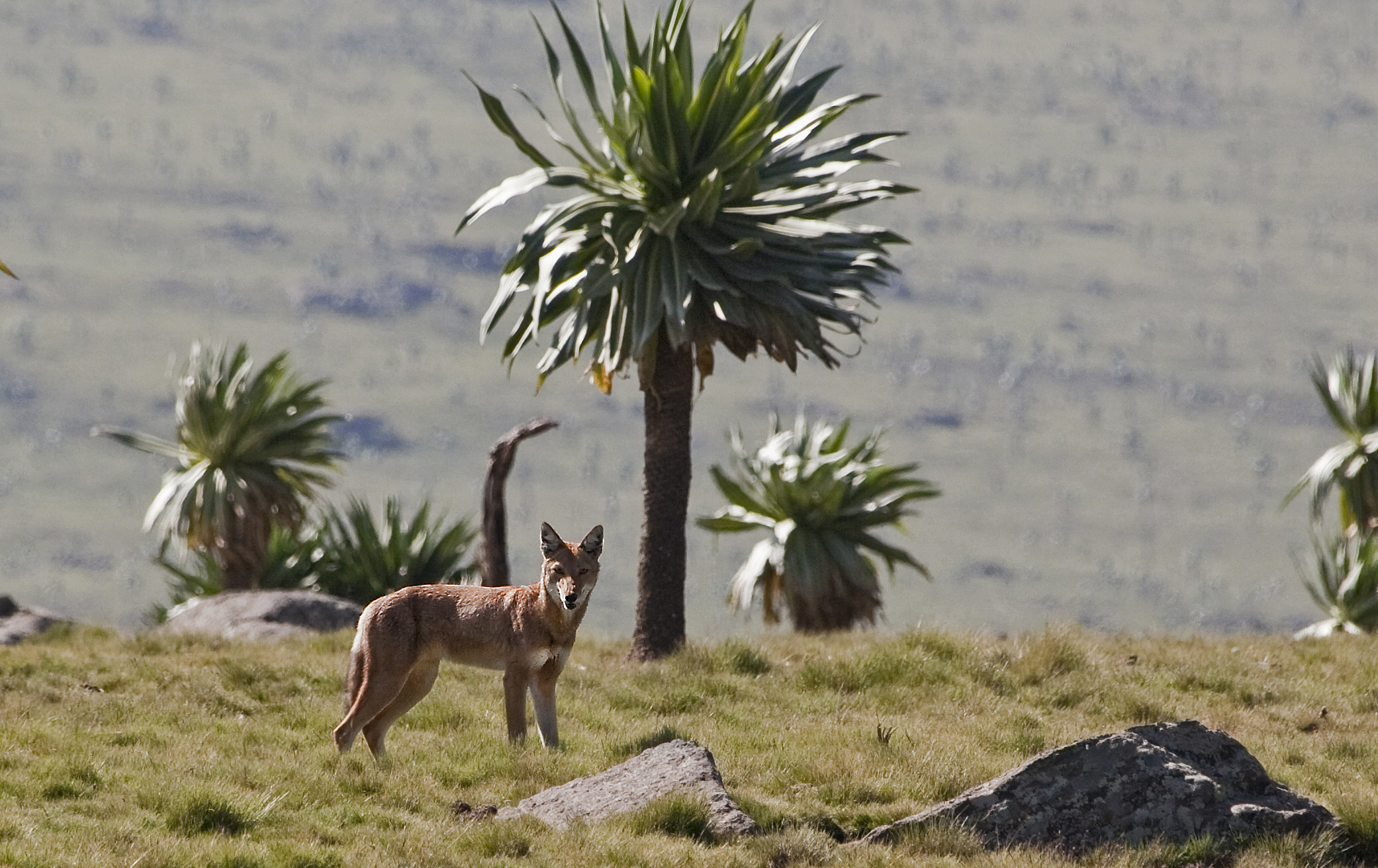
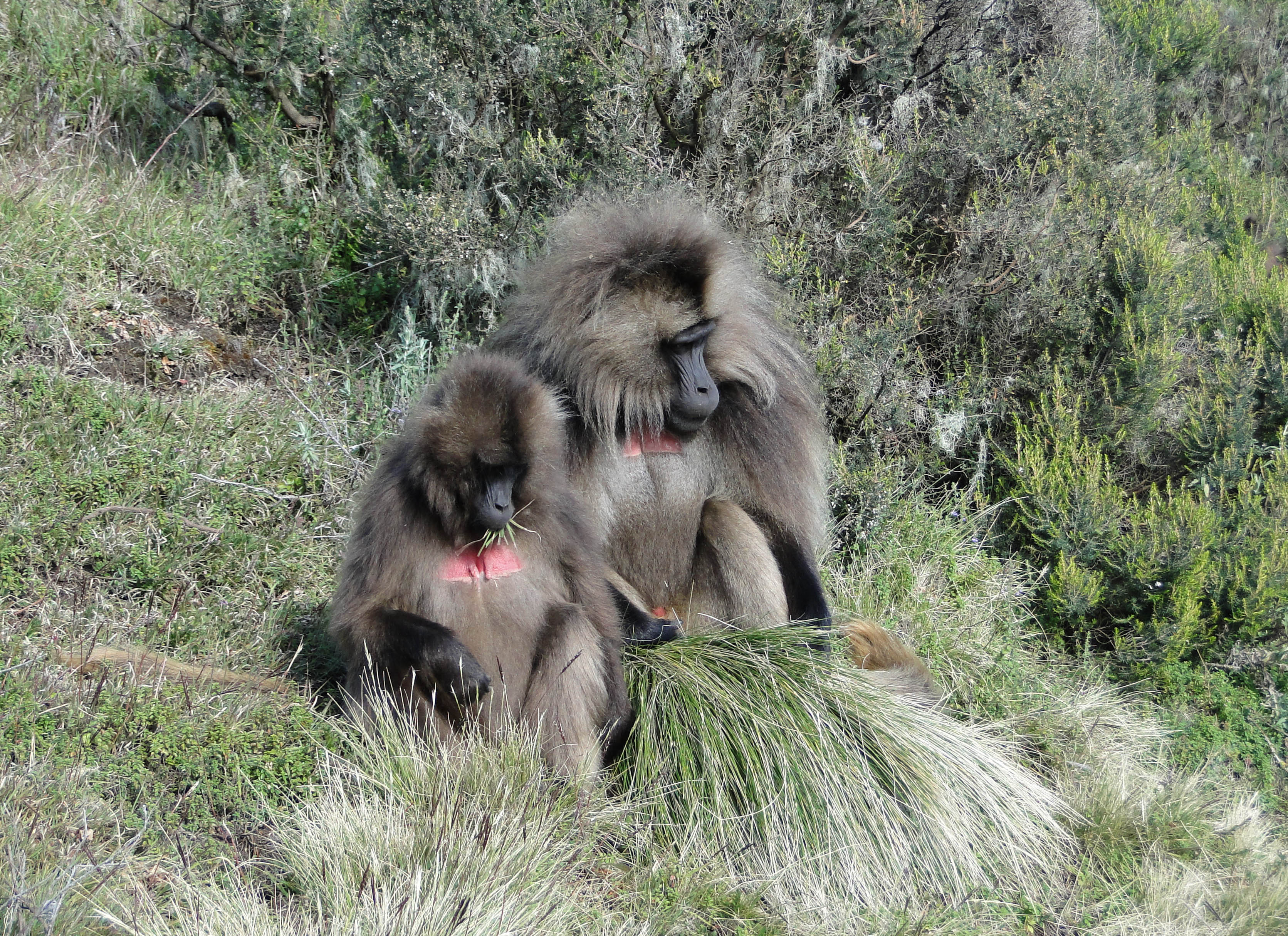
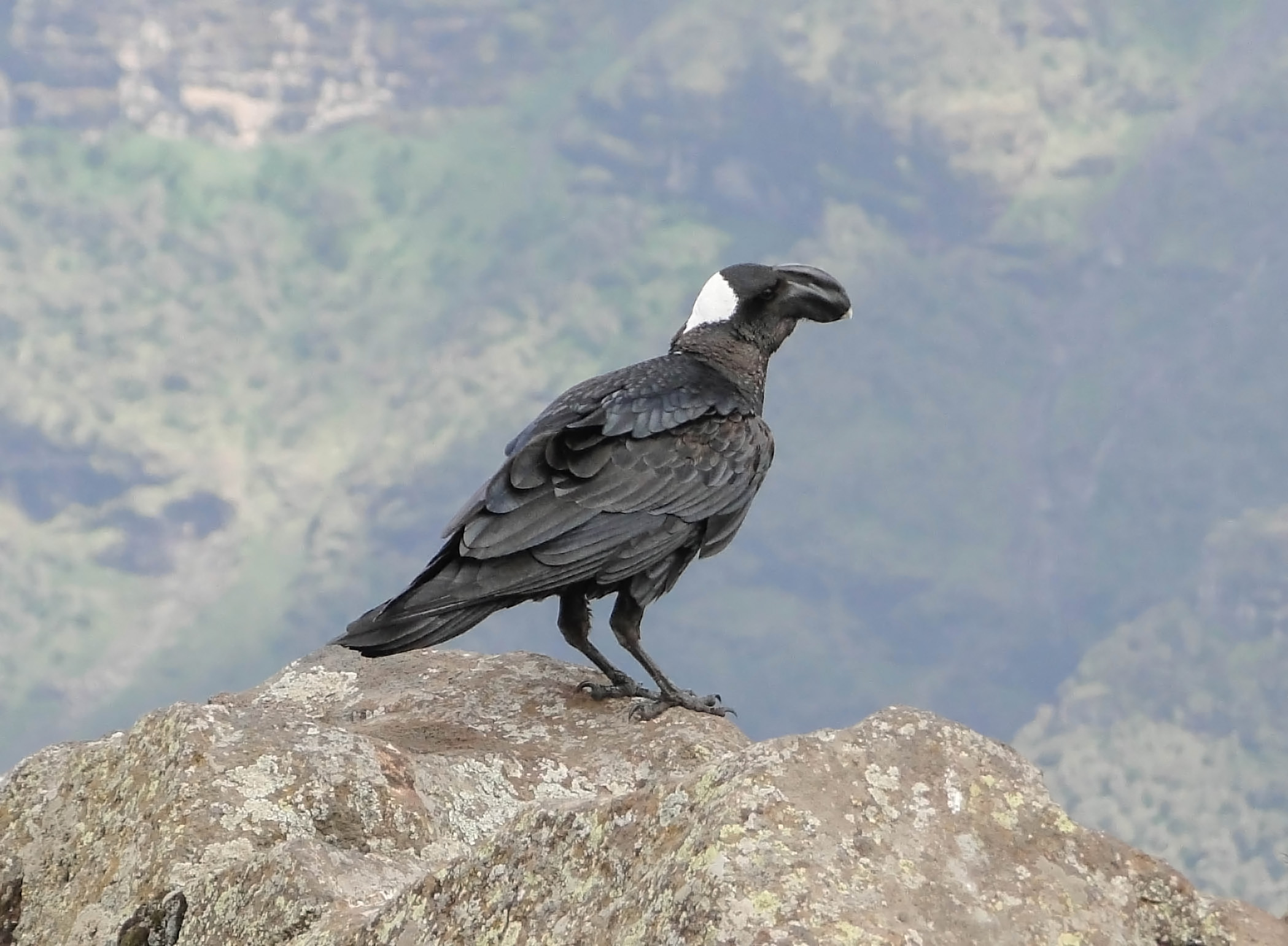
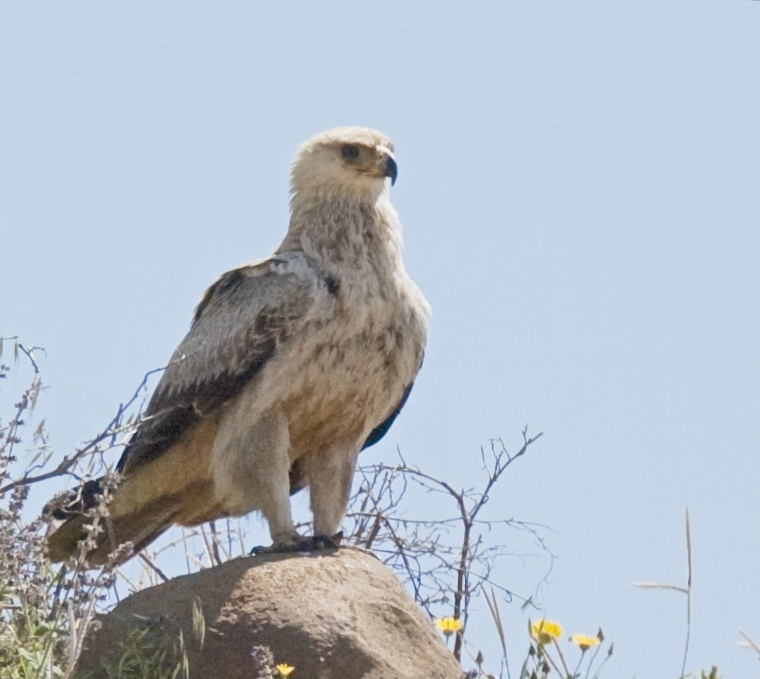
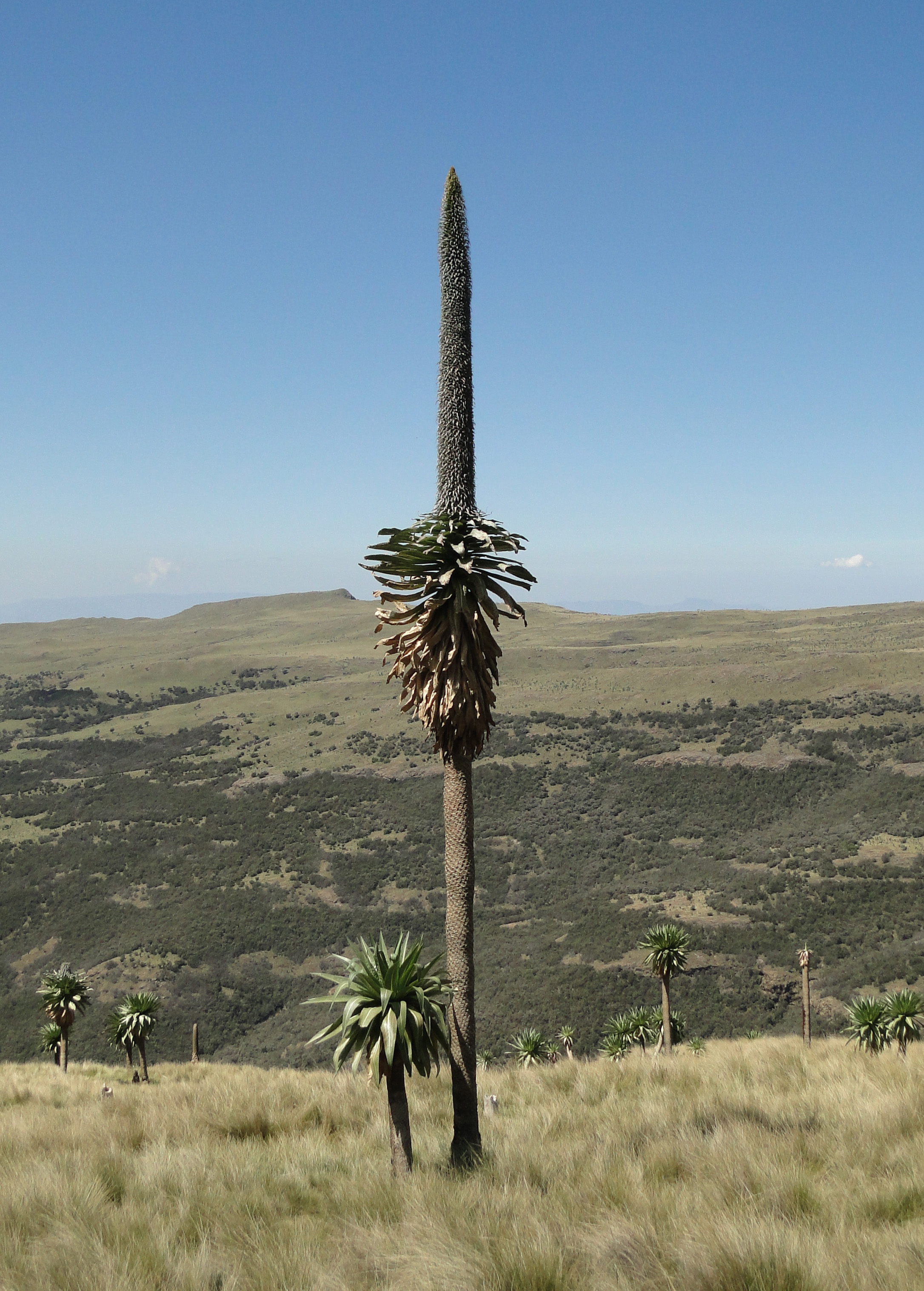